# Адриано дос Сантос, Джованни Апаресидо
Джованни Апаресидо Адриано дос Сантос (порт. Giovanni Aparecido Adriano dos Santos), более известный как Джованни или Джованни Сантос (Бауру, 5 февраля 1987 года) — бразильский футболист, вратарь.

## Биография
Джованни является воспитанником «Марилии», откуда сдавался в аренду «Понте-Прете» и «Гремио Баруэри». Своей игрой он привлёк внимание таких клубов, как «Фламенго», «Интернасьонал» и «Атлетико Минейро», а также «Бенфика» из Португалии.
В 2011 году Джованни присоединился к «Атлетико Минейро». В следующем году он вместе с клубом выиграл Лигу Минейро, а ещё через год — Кубок Либертадорес, в финале в серии пенальти была побеждена «Олимпия Асунсьон». Последним на данный момент трофеем Джованни с «Атлетико» стала Рекопа Южной Америки 2014, по итогам двухматчевого противостояния, включая экстра-таймы, «Атлетико» обыграл «Ланус». В решающих матчах Кубка Либертадорес и Рекопы Джованни сидел в запасе. 29 июня 2018 года он расторг контракт с «Атлетико», проведя в клубе семь лет, после чего стал игроком «Гуарани Кампинас».

## Достижения
- Чемпион штата Минас-Жерайс (5): 2012, 2013, 2015, 2016, 2017
- Чемпион Кубка Бразилии (1): 2014
- Вице-чемпион Бразилии (2): 2012, 2015
- Вице-чемпион Примейра-лиги (1): 2017